# 虞琳敏
虞琳敏（英語：Jessica Lingmin Yu, 1966年2月14日—）是一位美国华人导演、作家、编剧。

## 生平
1966年出生于美国纽约一个华人家庭，在加利福尼亚州洛思阿图斯山丘长大，毕业于耶鲁大学。曾凭借《马克·奥布莱恩的生活和工作》获得第69届奥斯卡金像奖奥斯卡最佳纪录短片奖。

## 家庭
父亲是上海人，母亲是第三代广东台山移民。丈夫是德国裔美国作家马克·萨尔兹曼，目前共同居住在洛杉矶。

## 作品

### 电影
- 《不真实的国度》 (2004年)

### 电视剧
- 《漢娜的遺言 (電視劇)》 (2017年)

### 短片
- 《马克·奥布莱恩的生活和工作》 (1996年)